# Валбревена
Валбревена (итал. Valbrevenna) је насеље у Италији у округу Ђенова, региону Лигурија.
Према процени из 2011. у насељу је живело 26 становника. Насеље се налази на надморској висини од 797 м.

## Становништво
| 1936. | 1951. | 1961. | 1971. | 1981. | 1991. | 2001. | 2011. |
| ----- | ----- | ----- | ----- | ----- | ----- | ----- | ----- |
| 1.897 | 1.563 | 1.186 | 829   | 658   | 690   | 739   | 812   |